# Oudeschip
Oudeschip, dialekt groningski t Olschip – wieś w Holandii, w prowincji Groningen, w gminie Eemsmond. 